# 詹姆斯城 (北卡羅萊納州)
詹姆斯城（英語：James City）是位於美國北卡羅萊納州克雷文縣的普查規定居民點。

## 人口
根據2020年美國人口普查的數據，詹姆斯城的面積為35.76平方千米，當中陸地面積為19.97平方千米，而水域面積為15.79平方千米。當地共有人口3542人，而人口密度為每平方千米99.05人。